# Rambuteau (métro de Paris)
Pour les articles homonymes, voir Rambuteau.
Rambuteau est une station de la ligne 11 du métro de Paris, située à la limite des 3e et 4e arrondissements de Paris.

## Situation
La station est implantée au sud du quartier Sainte-Avoye à sa limite administrative avec le quartier Saint-Merri. Elle se trouve sous la rue Beaubourg, entre la rue Rambuteau et la rue du Grenier-Saint-Lazare. Approximativement orientée selon un axe nord-sud, elle s'intercale entre les stations Hôtel de Ville et Arts et Métiers. En direction de Rosny-Bois-Perrier, elle est suivie d'un raccordement de service avec la ligne 3, lequel s'embranche en pointe sur la voie pour cette même direction.

## Histoire
La station est ouverte le 28 avril 1935 avec la mise en service du premier tronçon de la ligne 11 entre son terminus occidental actuel de Châtelet et la station Porte des Lilas.
Dans les plans initiaux, sa localisation était prévue sous l'étroite rue du Temple à l'intersection de celle-ci avec la rue Rambuteau, afin de couper au plus court pour relier les stations République et Hôtel de Ville. La largeur insuffisante de la voirie en surface a finalement conduit à retenir le tracé actuel de la ligne, établi plus à l'ouest sous les rues du Renard, Beaubourg et Réaumur, plus larges.
La station doit sa dénomination à sa proximité avec la rue Rambuteau, laquelle rend hommage à Claude-Philibert Barthelot de Rambuteau, préfet du département de la Seine de 1833 à 1848, qui décide en 1834 de percer cette même rue à travers le centre médiéval.
Elle porte comme sous-titre Centre Georges Pompidou à la suite de la création en 1977 du Centre national d'art et de culture Georges-Pompidou (communément appelé « Centre Pompidou ») à proximité, nommé ainsi en l'honneur du président de la République à l'origine du projet.
Les quais sont modernisés après 1988 par l'adoption du style décoratif « Ouï-dire », de couleur verte en l'occurrence. Le remplacement des faïences biseautées d'origine par du carrelage blanc plat met fin au style d'entre-deux-guerres de l'ex-CMP, décoration caractérisée par ses cadres publicitaires de couleur miel à motifs végétaux et le nom de la station incorporé dans la céramique des piédroits.
Dans le cadre du programme « Renouveau du métro » de la RATP, les couloirs et la salle de distribution des titres de transport sont rénovés à leur tour le 29 novembre 2002.
Afin d'accompagner le prolongement de la ligne 11 jusqu'à Rosny-Bois-Perrier, les quais sont rehaussés et carrelés du 5 mars au 8 avril 2019 pour permettre l'arrivée du nouveau matériel MP 14, nécessitant la fermeture de la station au public pendant toute la durée des travaux d'adaptation.

### Fréquentation
Selon les estimations de la RATP, la station a vu entrer 3 219 510 voyageurs en 2019, ce qui la place à la 155e position des stations de métro pour sa fréquentation,. En 2020, avec la crise du Covid-19, son trafic annuel tombe à 1 389 112 voyageurs, la reléguant alors au 187e rang, avant de remonter progressivement en 2021 avec 2 127 291 entrants comptabilisés, ce qui la classe à la 167e position des stations du réseau pour sa fréquentation cette année-là.

## Services aux voyageurs

### Accès
La station dispose de quatre accès, ornés pour chacun d'une balustrade en fer forgé de type Dervaux, complétée pour les trois premiers d'un candélabre dans ce même style des années 1930 :
- l'accès no 1 « Centre Georges-Pompidou » comprenant deux escaliers contigus, l'un fixe, l'autre mécanique dans le sens de la sortie, débouchant au droit du no 21 de la rue Beaubourg ;
- l'accès no 2 « Rue Rambuteau », constitué d'un escalier fixe, se trouvant face au no 22 de la rue Beaubourg ;
- l'accès no 3 « Rue Geoffroy-l'Angevin », également constitué d'escalier, se situant au droit du no 20 de la rue Beaubourg ;
- l'accès no 4 « Rue du Grenier-Saint-Lazare », doté d'un escalier fixe, débouchant face au no 1 de la rue du Grenier-Saint-Lazare.

Accès à la station
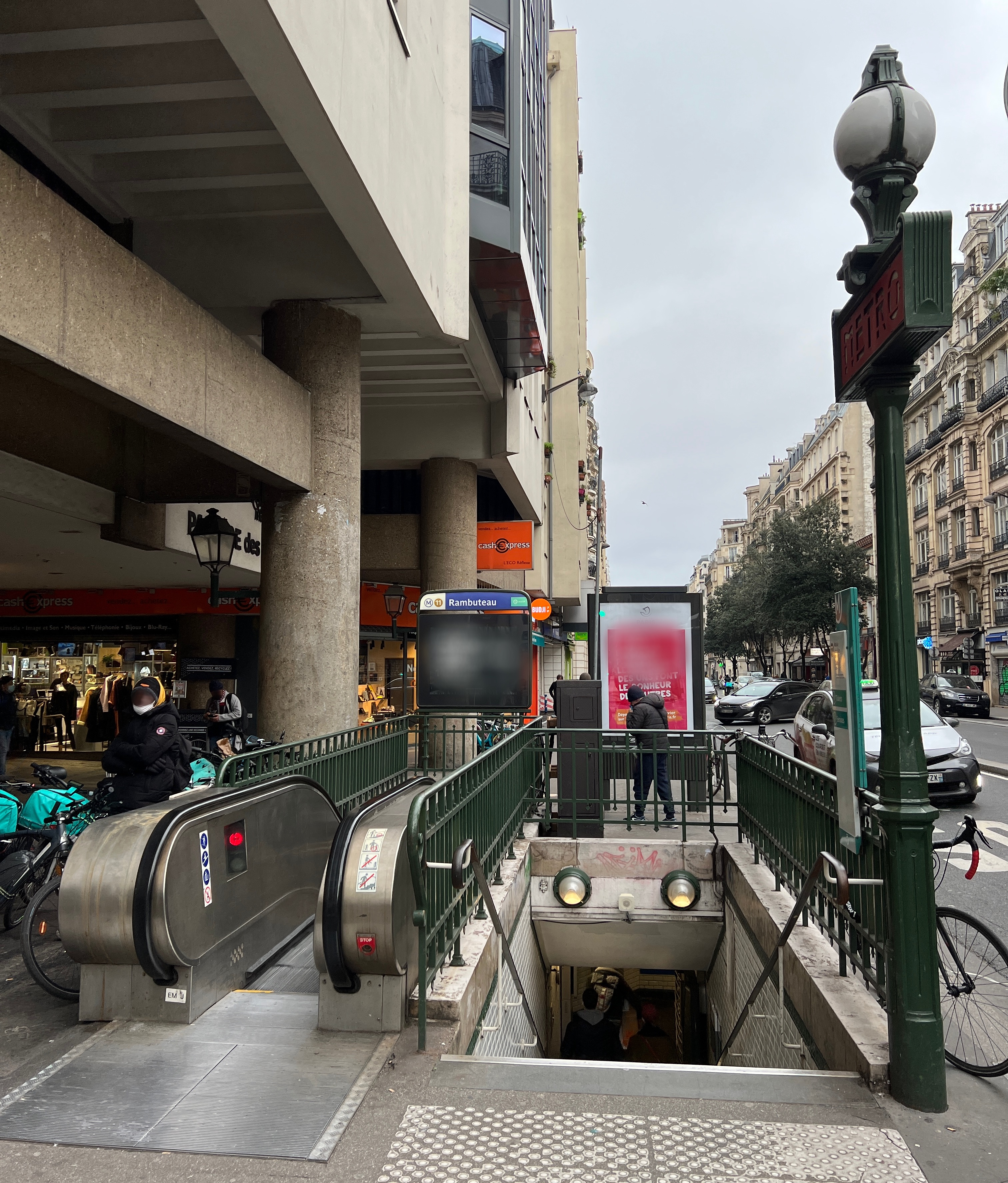
L'accès no 1, « Centre Georges-Pompidou ».
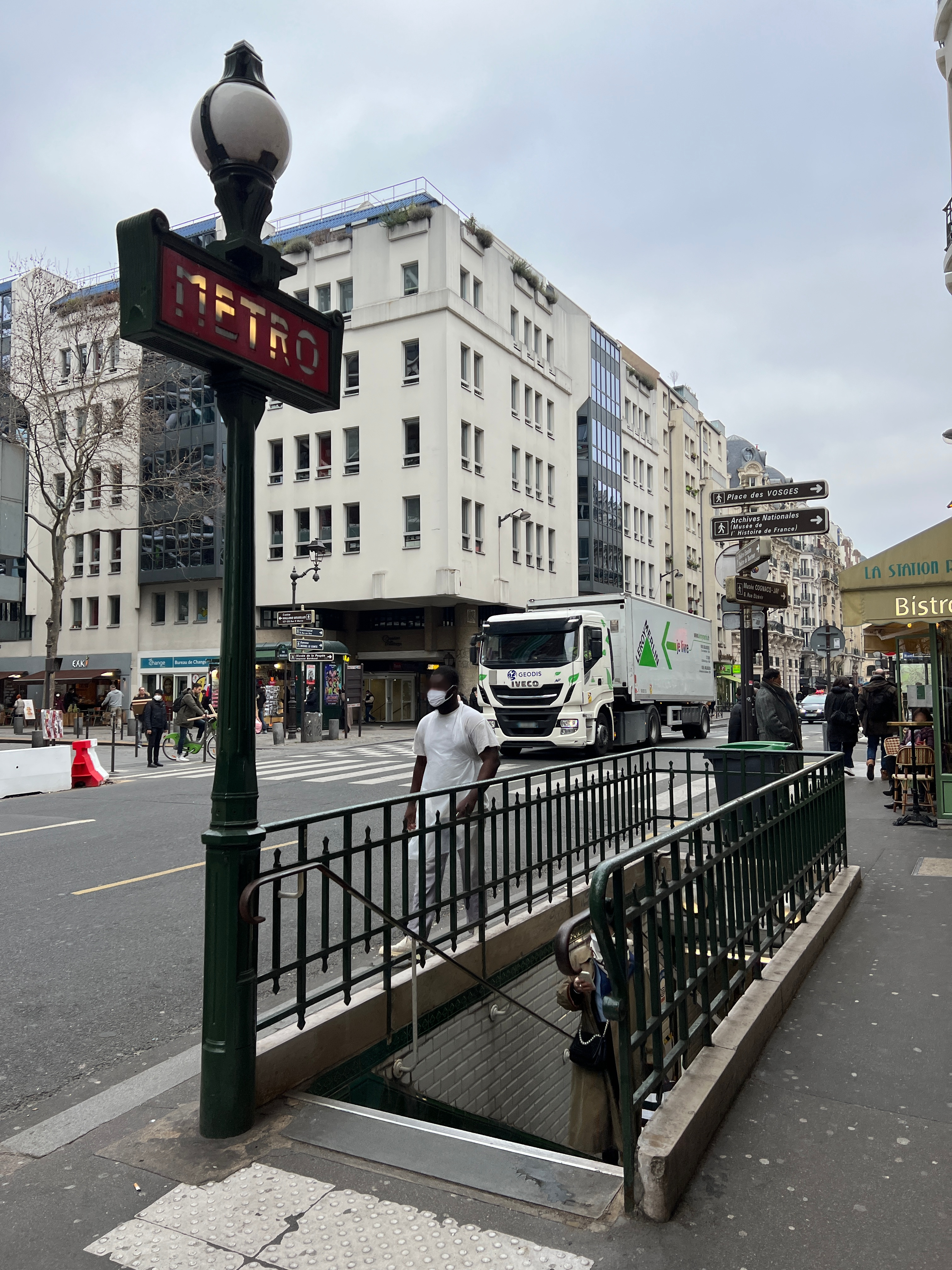
L'accès no 2, « Rue Rambuteau ».
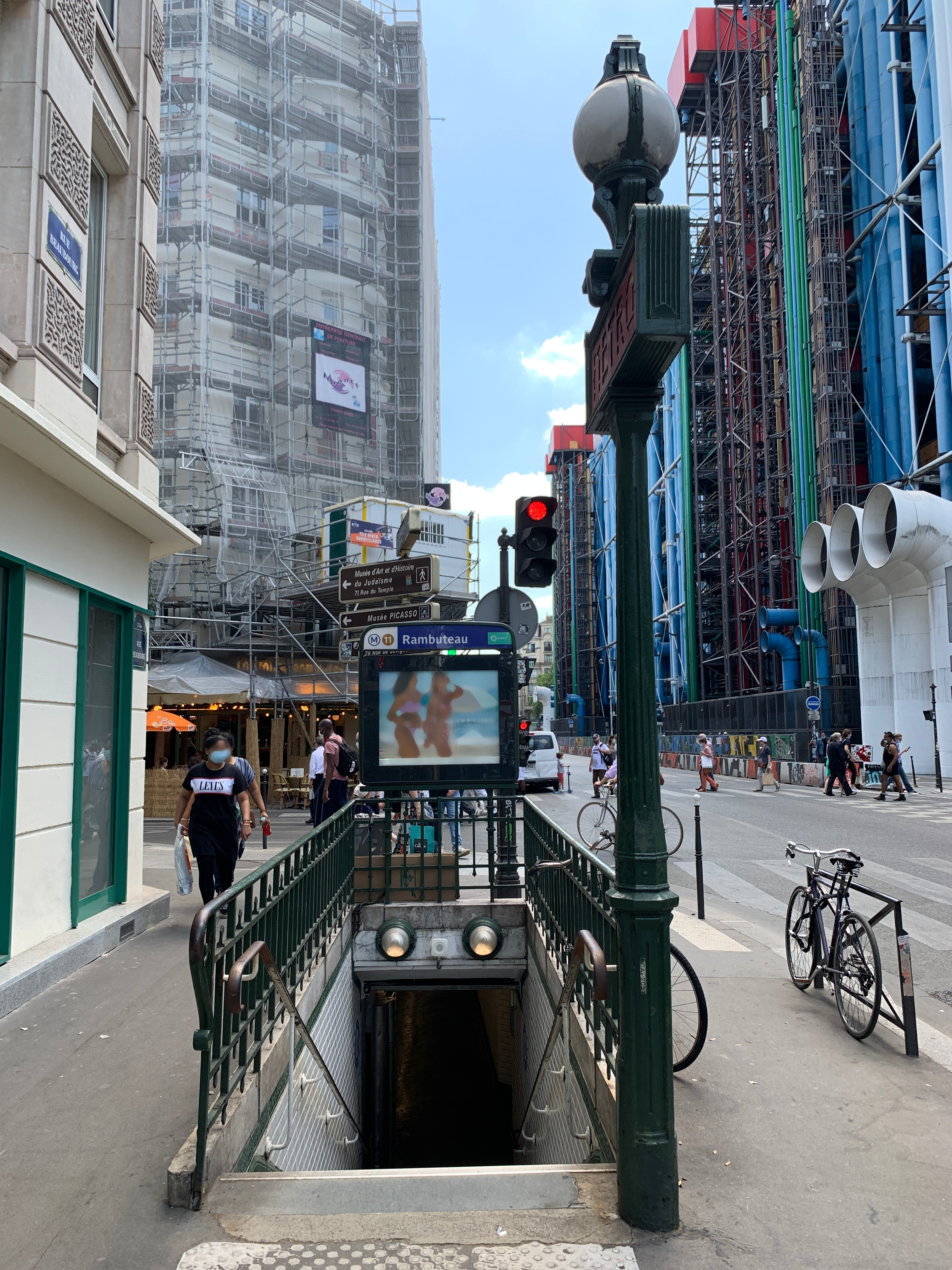
L'accès no 3, « Rue Geoffroy-l'Angevin ».
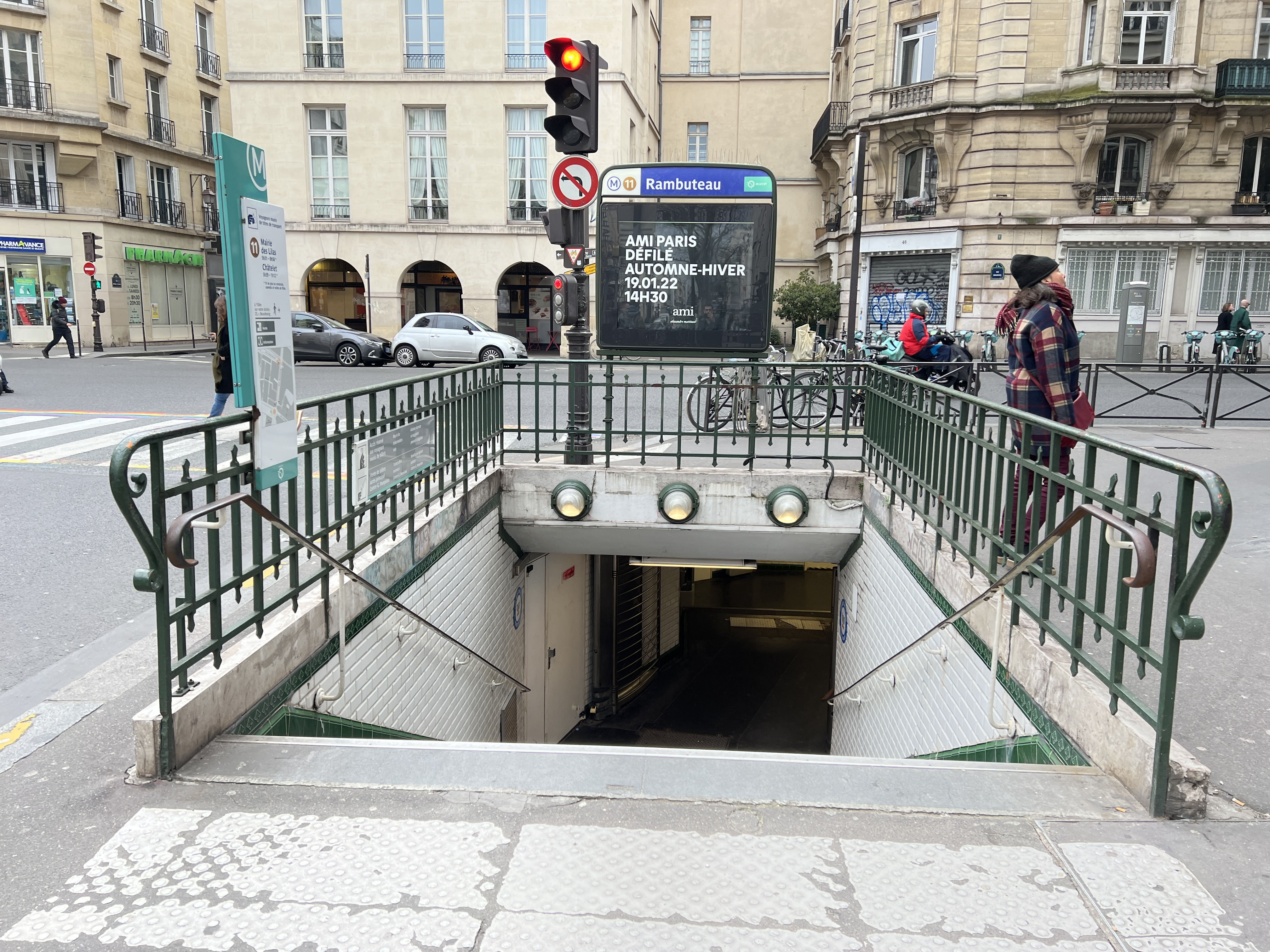
L'accès no 4, « Rue du Grenier-Saint-Lazare ».

### Quais
Rambuteau est une station de configuration standard pour le métro de Paris : elle possède deux quais, d'une longueur conventionnelle de 75 mètres, séparés par les voies du métro situées au centre et la voûte est elliptique. Elle se distingue cependant par la partie basse de ses piédroits qui est verticale et non courbée, selon un profil que l'on retrouve également à la station voisine sur la même ligne, Hôtel de Ville.
La décoration est de style « Ouï-dire » : les bandeaux d'éclairages, ici de couleur vert foncé, sont supportés par des consoles courbes en forme de faux. L'éclairage direct est blanc tandis que l'éclairage indirect, projeté sur la voûte, est multicolore. Les carreaux en céramique blancs sont plats et recouvrent les piédroits, la voûte ainsi que les tympans. Les cadres publicitaires sont en céramique verte de forme demi-cylindrique et le nom de la station est inscrit en police de caractères Parisine sur des plaques émaillées. Les quais, carrelés en gris anthracite, sont équipés de sièges de style « Motte » gris, lesquels étaient également complétés de barres « assis-debout » de même teinte avant le rehaussement des quais en 2019.

Quais de la station
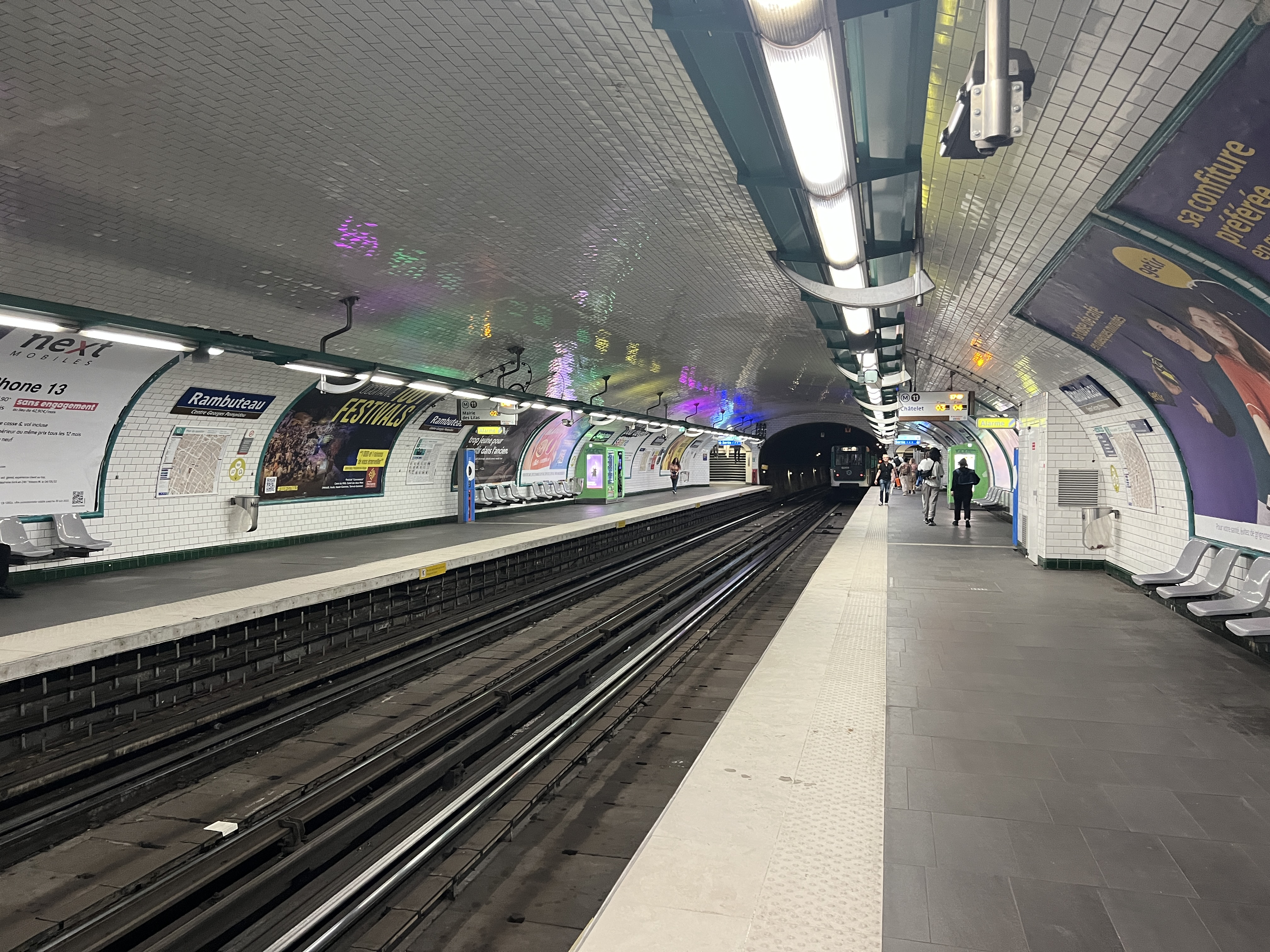
Les quais de la station, vus en direction de Châtelet.
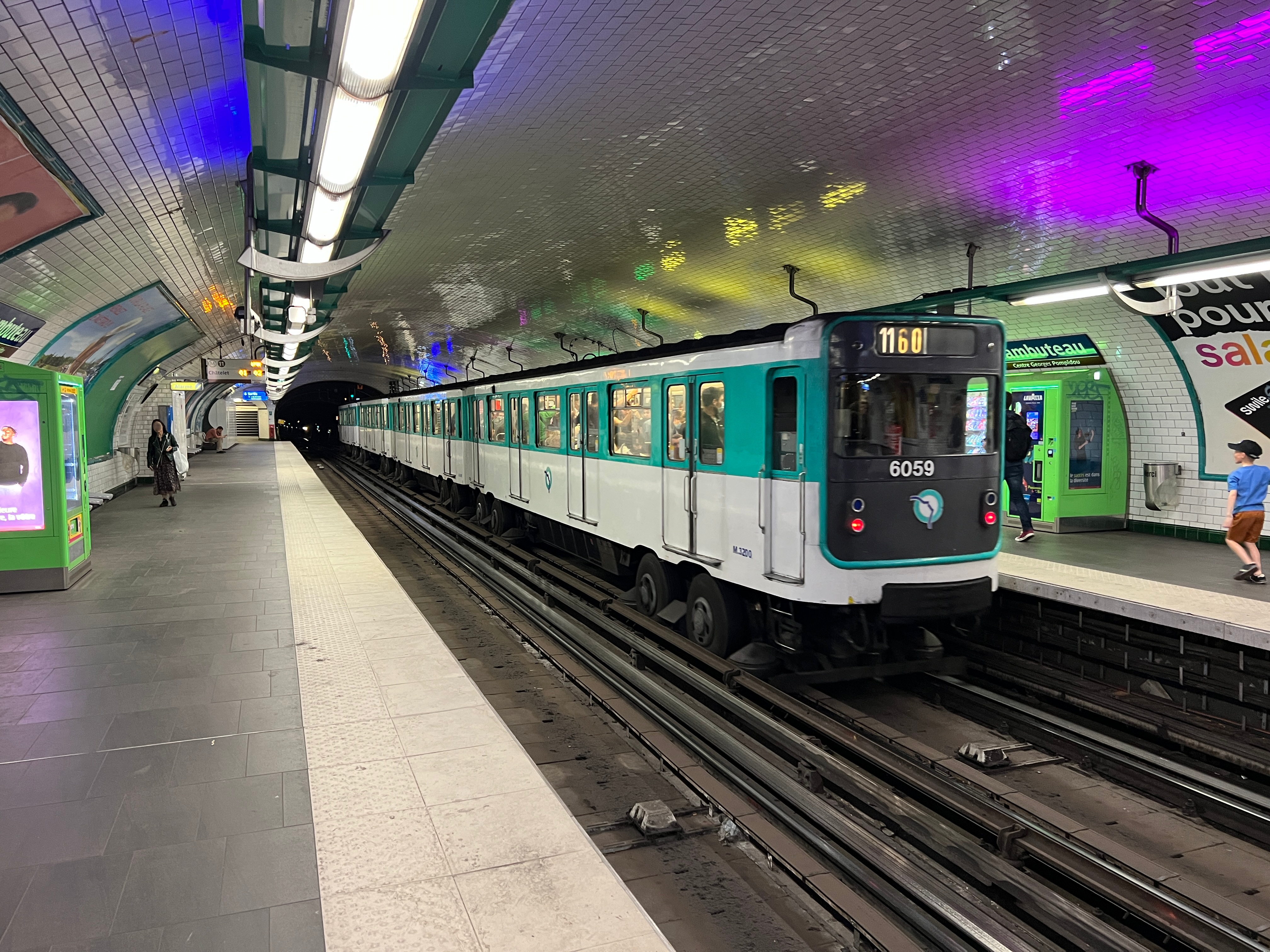
Rame MP 59 quittant la station en direction actuelle de Rosny-Bois-Perrier.
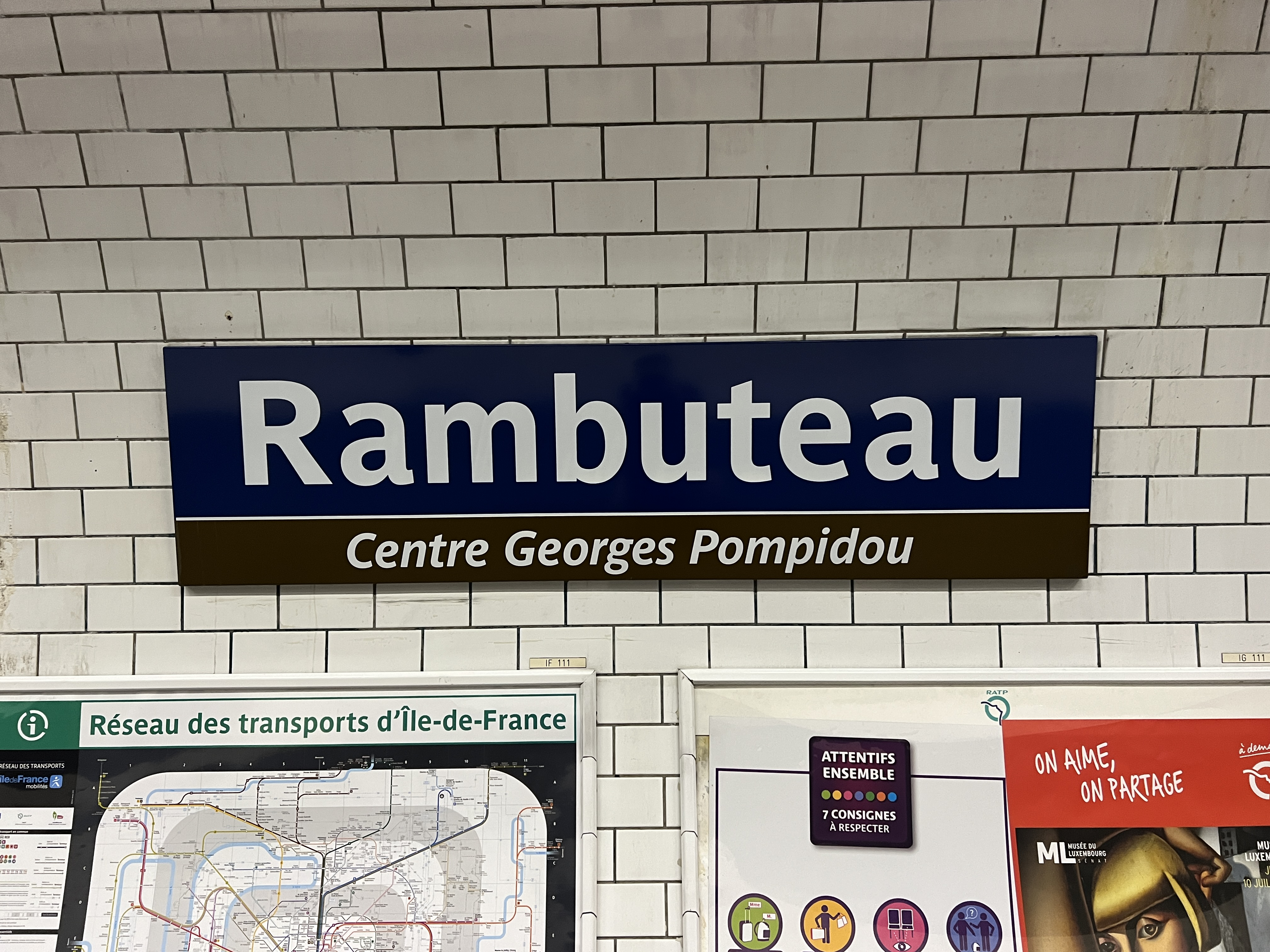
Plaque émaillée indiquant le nom de la station et son sous-titre.

### Intermodalité
La station est desservie par les lignes 29, 38 et 75 du réseau de bus RATP et, la nuit, par les lignes N12, N13, N14 et N23 du réseau Noctilien.

## À proximité
- Quartier de l'Horloge
- Centre national d'art et de culture Georges-Pompidou
- Musée de la Poupée
- Musée d'Art et d'Histoire du judaïsme
- Jardin Anne-Frank (anciens jardins de l’hôtel de Saint-Aignan)
- Théâtre Essaïon
- Café de la Gare
- Fontaine Stravinsky
- Maison de Nicolas Flamel
- Hôtel de Soubise (anciennement hôtel de Clisson puis hôtel de Guise)
  - Musée des Archives nationales

## Filmographie
La station est figurée avec des plaques indiquant le nom de « Rambuteau » sur les quais de la station Porte des Lilas - Cinéma, dans le film Sauver ou périr de Frédéric Tellier, sorti en 2018.